# Rolf Hollander
Rolf Hollander (* 1951 in Stade) ist ein deutscher Kaufmann und ehemaliger Vorstandsvorsitzender der CEWE Stiftung & Co. KGaA.

## Leben
Nach seinem Studium der Betriebswirtschaftslehre an der Universität Hamburg, erfolgtem Abschluss als Diplom-Kaufmann und Promotion (1981) blieb Hollander bis 1982 als Hochschulassistent an der Universität. In der Zeit von 1982 bis 1986 war er Consultant bei der Managementberatungsgesellschaft A.T. Kearney.
Von 1986 bis 2022 war er beim Oldenburger Unternehmen CeWe Color, Europas größtem Fotofinisher, tätig, wo er am 21. Juni 2002 als Nachfolger von Hubert Rothärmel, der in den Aufsichtsrat wechselte, zum Vorstandsvorsitzenden ernannt wurde. 
Er übernahm 2017 den Vorsitz des Kuratoriums der Neumüller CEWE COLOR Stiftung. 
2022 gab Hollander bekannt, dass er im Kuratorium verlängert werden würde. Der Vorstand meldete jedoch Bedenken hinsichtlich der Satzungskonformität und forderte eine Prüfung an. In zwei unabhängigen rechtlichen Gutachten wurde die Neuwahl Hollanders für nichtig erklärt. Er habe die erforderliche Mehrheit im Kuratorium nicht erhalten. Er schied zum Jahreswechsel aus dem Konzern aus.

## Veröffentlichungen
- Rolf Hollander: Zur Losgrössenplanung bei mehrstufigen Produktionsprozessen (= Schriftenreihe des Seminars für Allgemeine Betriebswirtschaftslehre der Universität Hamburg. Band 22). Vandenhoeck und Ruprecht, Göttingen 1981, ISBN 3-525-12658-1 (Dissertation).